# Marlen Billii

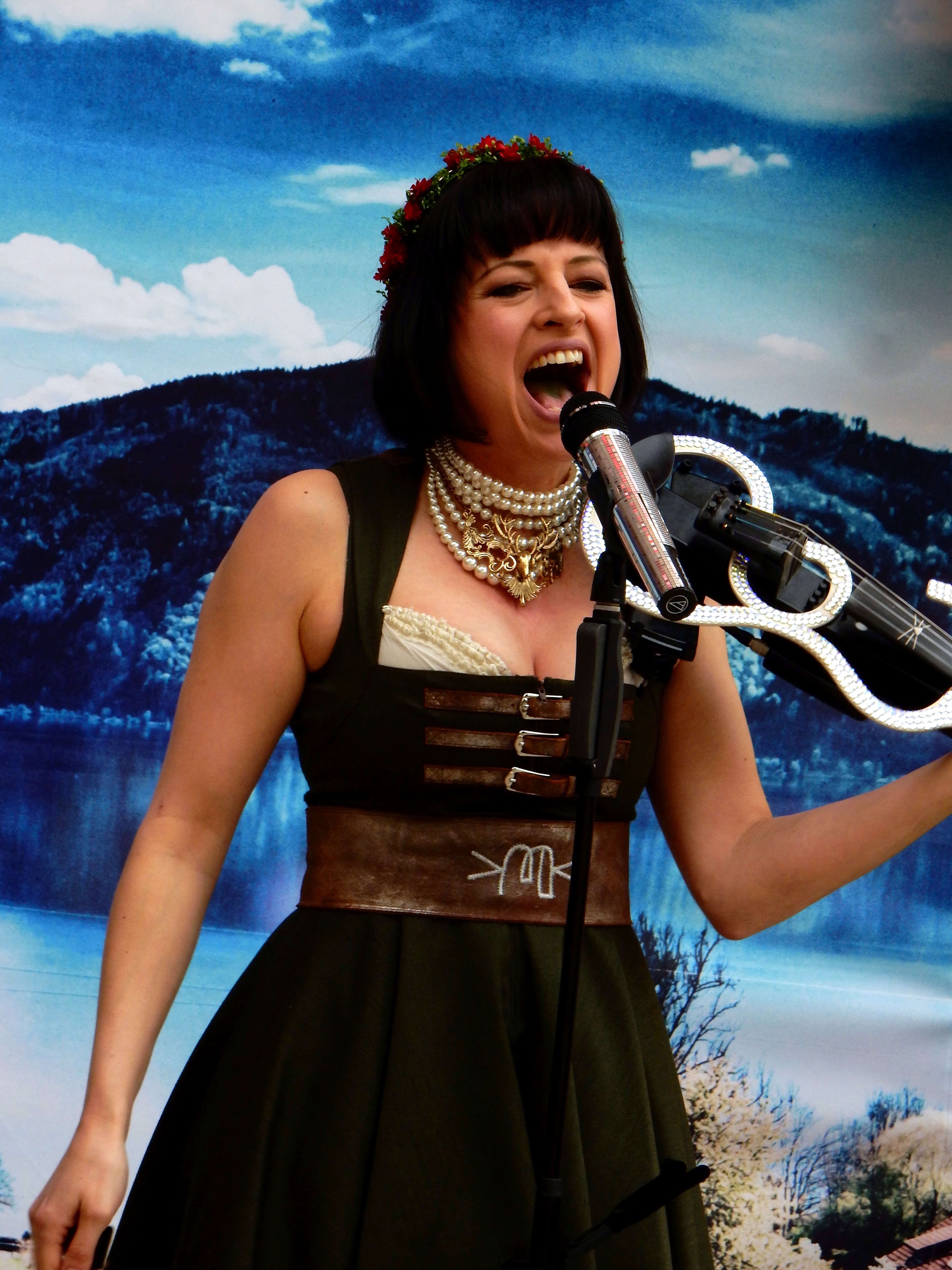
Marlen Billii (2017)

Marlen Billii (* 30. August 1980 in Vöcklabruck, Österreich als Marlene Kathrin Mairinger,oder als Cat LaGroove; bürgerlich Marlene Schatzdorfer) ist eine österreichische Unternehmerin sowie ehemalige Sängerin, Songwriterin, Produzentin, Verlegerin, Label-Inhaberin und Designerin.

## Leben
Billii begann mit sechs Jahren Geigenunterricht an der Musikschule zu nehmen. Im Alter von zehn Jahren begann sie zusätzlich mit Klavierunterricht. Zur selben Zeit wechselte sie mit der Geige ans Bruckner Konservatorium Linz, wo sie weitere drei Jahre Unterricht nahm.
Sie machte eine Ausbildung zur Bürokauffrau und gründete mit 22 Jahren eine Eventagentur, die sie neun Jahre lang führte. Nebenbei tourte sie unter einem anderen Künstlernamen als Live-Act durch Clubs und Diskotheken im In- und Ausland und feierte 2016 ihr zehntes Bühnenjubiläum.
2010 wurde sie Mutter von Zwillingen, was sie dazu veranlasste, ihr Unternehmen zu verkaufen und sich ab 2012 ganz der Musik zu widmen.
Seit 2020  im elterlichen Betrieb übernahm Marlene Schatzdorfer später die Geschäftsführung.

## Musik
2015 gründete sie das Label Schlouse sowie den Schlouse Musikverlag; „Schlouse“ steht dabei für ein Verschmelzung der Stilarten Schlager und House. Im April desselben Jahres wurde die Debütsingle Taunz im Regn veröffentlicht. Produziert wurden die Songs von Wolfgang Lindner junior und Philipp Reisinger, auch bekannt als Sonic Snares. Als Teilnehmerin des Talentschuppens beim Schlagermove 2015 in Hamburg belegte sie mit Jessica-Sarah Thoma den ersten Platz.
Mit der spontan entstandenen Single Heit in oan Joahr fasste Marlen Billii Mitte Mai 2016 unparteiisch das Thema der Bundespräsidentschaftswahl in Österreich auf. Im Juli 2016 präsentierte sie das Album Selfie in Wien und veröffentlichte es am 22. Juli 2016. In der ersten Wertungswoche stieg sie damit in die Austria Top 40 Albumcharts ein. Die Single Selfie wurde nach einem Auftritt bei Guten Morgen Österreich von der Kabarett-Gruppe maschek. in der Late-Night Show Willkommen Österreich mit Stermann & Grissemann parodiert.
Am 16. September 2016 gewann Marlen Billii das Halbfinale des Underberg-Kochwettbewerbs Koch und sing dich auf den Underberg in München.
Auch das Finale am 9. November 2016 in Köln konnte sie mit ihrem Menü für sich entscheiden. Billii darf sich „Beste kochende Sängerin Deutschlands“ nennen. Im November und Dezember 2016 trat Billii im Vorprogramm von Voxxclub auf deren Geiles-Himmelblau-Tour 2016 durch Deutschland und die Schweiz auf.
2017 veranstaltete sie zum ersten Mal Schlager & Stars bei uns dahoam am Attersee am Feldbauernhof in Steinbach am Attersee. Nach einer ausverkauften Veranstaltung, fand Schlager & Stars bei uns dahoam am Attersee auch 2018 wieder an Fronleichnam statt. Mit ihrer Single Dirndl bring an 1er hoam behandelte Billii zum Schulschluss 2018 das Thema der Bildungsreform und bekam dafür großen Zuspruch in den sozialen Medien.

## Songwriting
Billii ist mit Wolfgang Lindner junior und Thomas Eder unter dem Pseudonym SOKOmiez für Künstler als Komponistin und Texterin tätig. Unter anderem wirkte sie bei dem Lied Küss mich auf dem Album Dezembergefühl von Stefanie Hertel sowie beim Lied Dirndl Check’n auf dem Album 300 % Juzi der jungen Zillertaler mit.

## Diskografie

### Singles
- Taunz mit mir Akustisch (Veröffentlichung am 4. Dezember 2015)
- Taunz im Regn (Veröffentlichung am 24. April 2015)
- Heit in oan Joahr (Veröffentlichung am 18. Mai 2016)
- Selfie (Veröffentlichung am 8. Juni 2016)
- Oamoi geht’s nu (Veröffentlichung am 20. Juni 2016)
- Mei Opa der is Jaga (Veröffentlichung am 1. Oktober 2016)
- Leb dei Lebn (Veröffentlichung am 3. März 2017)
- Leise rieselt der Sand (Veröffentlichung am 3. November 2017)
- Wenn olle schlofn – Duett mit Thomas Eder (Veröffentlichung am 9. Februar 2018)
- Dirndl bring an 1er hoam (Veröffentlichung am 15. Juni 2018)
- Duiti (Veröffentlichung am 19. Oktober 2018)

### Alben
- Do geht die Sun auf (Veröffentlichung am 12. Juni 2015)
- Selfie (Veröffentlichung am 20. Juli 2016 in Österreich, 21. Oktober 2016 in Deutschland)

## Auszeichnungen
- Cool Music Award 2016[23]